# Sete igrejas de peregrinação de Roma

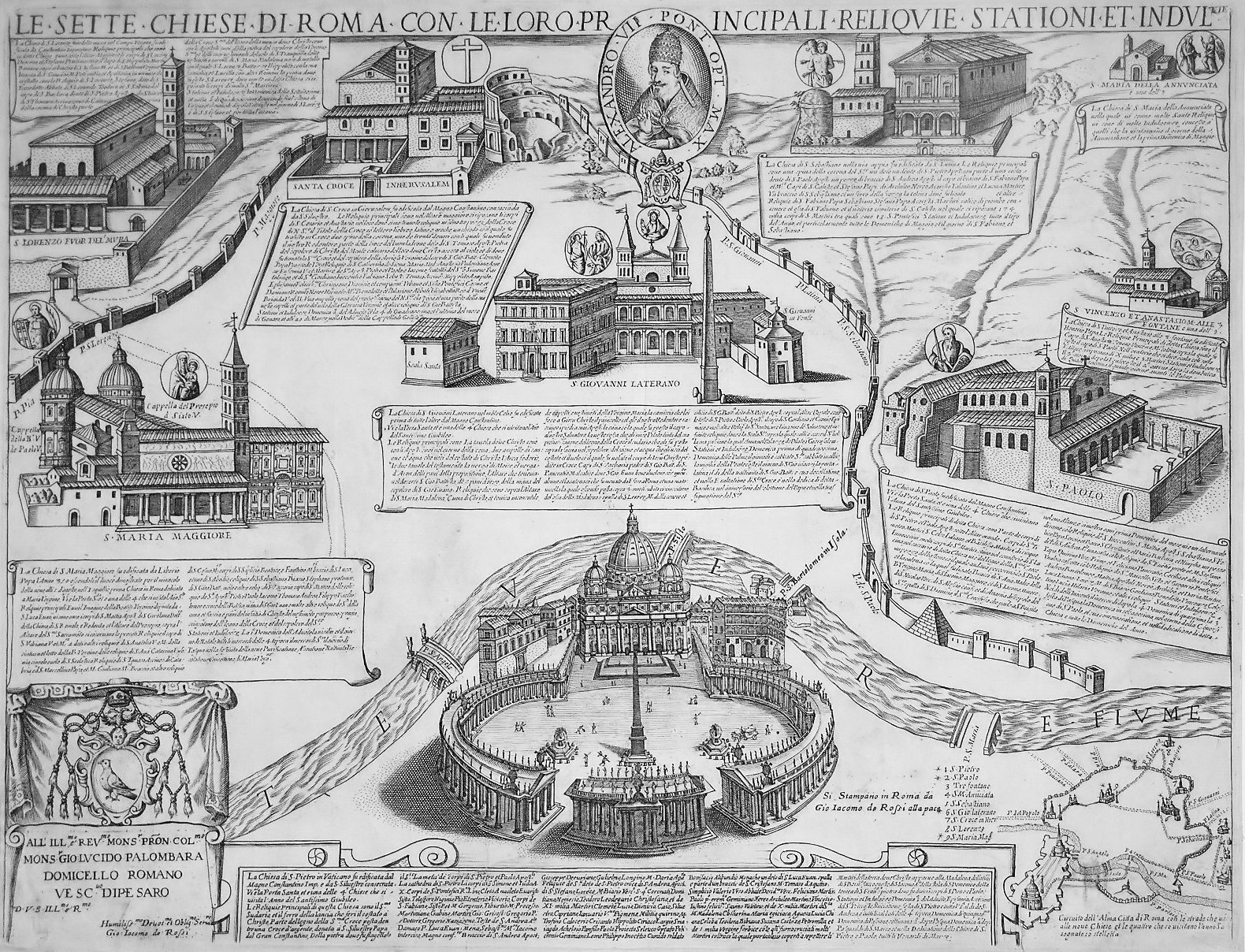
Mapa de Giacomo Lauro e Antonio Tempesta, de 1599, mostrando as Sete igrejas de peregrinação de Roma, com destaque para a Basílica de São Pedro em primeiro plano, e utilizado durante o Jubileu de 1600.

Sete igrejas de peregrinação de Roma ou Sete igrejas peregrinas de Roma são sete grandes igrejas de Roma importantes para as peregrinações religiosas à cidade. Elas foram listadas na seguinte ordem no guia de Franzini (1595): São João de Latrão, São Pedro, São Paulo Extramuros, Santa Maria Maior, São Lourenço Extramuros, São Sebastião Extramuros e Santa Croce in Gerusalemme. Giovanni Baglione, em seu livro, lista nove grandes igrejas em Roma, acrescentando, curiosamente, a igreja de Santa Maria Annunziata dei Gonfalone e o trio de igrejas outrora conhecido como "alle Tre Fontane" e que estava no local do martírio de São Paulo: Santi Vincenzo e Anastasio alle Tre Fontane, Santa Maria Scala Coeli e San Paolo alle Tre Fontane.

## As sete igrejas
Roma foi, por séculos, um chamariz para viajantes e peregrinos. Residência do papa e da cúria católica, a cidade abriga muitos locais sagrados e relíquias veneradas por sua relação com santos, apóstolos e mártires. Periodicamente, há um incentivo adicional para a viagem até Roma em busca de benefícios espirituais, principalmente as indulgências papais nos anos de Jubileu. Estas geralmente exigem a visita a igrejas específicas.
Entre elas, estão as basílicas maiores:
- Basílica de São Pedro
- Basílica de São João de Latrão
- Basílica de São Paulo Extramuros
- Basílica de Santa Maria Maior

Entre elas aparecem ainda duas basílicas menores e um santuário:
- Basílica de São Lourenço Extramuros
- Basílica da Santa Cruz de Jerusalém
- Santuário de Nossa Senhora do Divino Amor**

A última foi acrescentada pelo papa São João Paulo II para o Grande Jubileu de 2000, substituindo a Basílica de São Sebastião Extramuros. Porém, muitos peregrinos ainda preferem as sete basílicas tradicionais e também assistem a missa em São Sebastião.